# سوختگی گرمایی
سوختگی گرمایی یا سوختگی حرارتی (به انگلیسی: Thermal burn) نوعی سوختگی است که در اثر تماس با اجسام گرم‌شده مانند آبِ جوش، بخار، روغن پخت‌وپز داغ، آتش و اجسام داغ ایجاد می‌شود. سوختگی گرمایی رایج‌ترین نوع سوختگی حرارتی است که کودکان دچار آن می‌شوند، اما برای بزرگسالان سوختگی گرمایی بیشتر در اثر آتش‌سوزی ایجاد می‌شود. سوختگی‌ها به‌طور کلی از درجه یک تا درجه چهارم طبقه‌بندی می‌شوند، اما انجمن سوختگی آمریکا (ABA) سوختگی‌های گرمایی را تقریباً بر اساس عمق و اندازه سوختگی به عنوان جزئی، متوسط و عمده طبقه‌بندی کرده است.